# اسپنوی
اِسپَنوی، در شاهنامه همسر تژاو تورانی است. او را دختر افراسیاب نیز دانسته‌اند. کیخسرو برای آورندهٔ او پاداش‌هایی ارزنده برگزید.
بیژن پس از نبردِ کاسه رود و بعد از گریختن تژاو، اسپنوی را گرامی داشت و او را به نزد شاه فرستاد.

## اسپنوی در شاهنامه
فردوسی، در جاهایی از شاهنامه از اسپنوی یاد می‌کند. از جمله:
| یکی ماهروئیست، نام اسپنوی |  | پری پیکر و دلبر و مُشک‌بوی |

حکیم طوس در شاهنامه در قسمت شمردن کیخسرو پهلوانان را، مفصل از اسپنوی و مقام منزلت ایشان سخن می‌راند. این قسمت از گزارش راجع به آمار جنگجویان اقوام و قبایل ایران است که بدستور کیخسرو موبدان فهرستی تهیه می‌نمایند در این فهرست  خویشان و کسان کیکاووس نزدیک به صد و ده جنگجو است و متعاقب آن جنگجویان سایر ولایات ذکر می‌گردد.
| به گنجور فرمود پس شهریار        |  | که آرد دو صد جامهٔ زرنگار         |
| صد از خزّ و دیبا و صد پرنیان     |  | دو گلرخ به زنّار بسته میان        |
| چنین گفت کاین هدیه آن را دهم    |  | وزان پس بدو نیز دیگر دهم         |
| که تاج تژاو آورد پیش من         |  | وگـر پیـش ایـن نـامـدار انـجـمـن |
| که افراسیابش به سر بر نهاد      |  | ورا خواند بیدار و فرّخ‌نژاد        |
| پرستنده‌ای دارد او روز جنگ       |  | کز آواز او رام گردد پلنگ         |
| به رخ چون بهار و به بالا چو سرو |  | میانش چو غرو و به رفتن تذرو      |
| یکی ماهرویست نام اسپنوی         |  | سمن پیکر و دلبر و مشک‌بوی         |
| نباید زدن چون بیابدش تیغ        |  | که از تیغ باشد چنان رخ دریغ      |
| به خم کمند ار گرفته کمر         |  | بدان‌سان بیارد مر او را به بر     |